# К'яртан Свейнссон
Заголовок цієї статті — це ісландське ім'я, де К'яртан — особове ім'я, а Свейнссон — ім'я по батькові. 

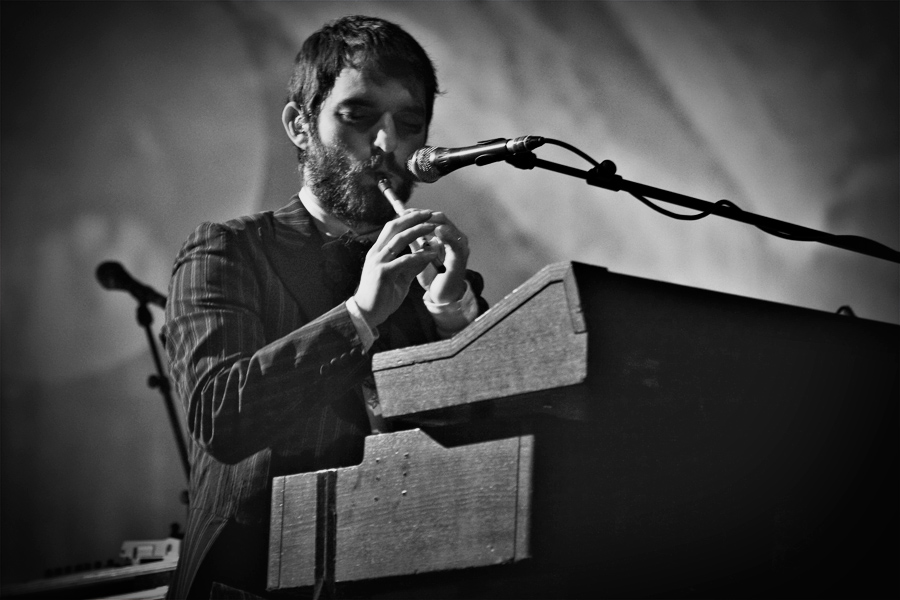
Kjartan Sveinsson

К'я́ртан Све́йнссон (ісл. Kjartan «Kjarri» Sveinsson; *2 січня 1978) — ісландський музикант, учасник гурту Sigur Rós з 1998 року. Як мультиінструменталіст, окрім гри на клавішних, творить музику на флейті, ірландському свистку, гобої, гітарі та банджо, а також на багатьох нетипових інструментах, що стали частиною музики Sigur Rós. 
К'яртан також виступав під псевдонімом Самотній Мандрівник (англ. The Lonesome Traveller) разом із колегою з Sigur Rós Оррі Патлєм Дірасоном (Orri Páll Dýrason) та скрипалькою Марією Гулд Маркан Сіґфусдоттір (Maria Huld Markan Sigfúsdóttir), з якою одружився 2001 року.
К'яртан написав музику до номінованого на Оскар 2005 короткометражного фільму «Síðasti bærinn» (Остання ферма) режисера Рунара Рунарссона; до короткометражного фільму Раміна Бахрані «Plastic Bag» (Пластиковий пакет) (2009), а також до фільму «Ундіна» Ніла Джордана.